# Lisa del Giocondo
Lisa del Giocondo sau, Mona Lisa del Giocondo (născută: Lisa Gherardini sau, Lisa di Antonio Maria (Antonmaria) Gherardini, n. 15 iunie 1479 - d. 15 iulie 1542 sau 1551), membră a familiei Gherardini din orașul italian Florența, a dat numele tabloului Mona Lisa (La Gioconda). Portretul ei comandat de către soț, Francesco di Bartolomeo di Zanobi del Giocondo și pictat de Leonardo da Vinci, a devenit cea mai celebră operă de artă a Renașterii italiene.
Nu se cunosc multe detalii despre viața Lisei. Născută în Florența și căsătorită adolescentă cu un comerciant de mătase și textile care mai târziu a devenit un oficial local, ea a fost mama a șase copii și este de presupus că a dus o viață confortabilă, caracteristică clasei de mijloc a societății timpului ei. Lisa a murit după soțul său, care era mult mai în vârstă decât ea.
Câteva secole după moartea Lisei, „Mona Lisa” a devenit cea mai faimoasă pictură din lume. Speculații ale diferiților specialiști în artă au făcut ca acest tablou să fie un simbol al artei Renașterii italiene, recunoscut la nivel internațional. La începutul secolului al XXI-lea, s-a ajuns la concluzia că Lisa este cea pictată în tablou.

## Viața timpurie și familia

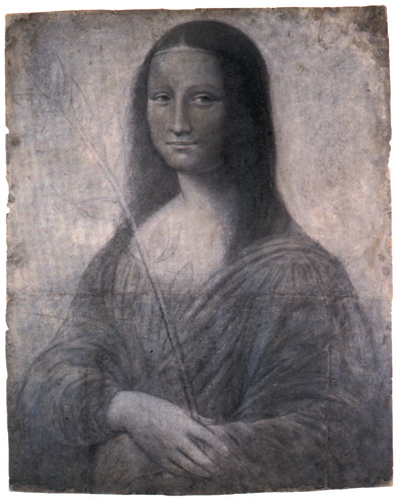
Schiţă a Mona Lisei, atribuită lui Leonardo.

În timpul Quattrocentoului, Florența era unul dintre cele mai mari orașe din Europa, fiind considerat un oraș bogat, avansat în plan economic. În ciuda acestui lucru, viața nu era la fel de bună pentru toți locuitorii, între care existau diferențe financiare uriașe. Lisa provenea dintr-o veche familie aristrocrată, care își pierduse din influență de-a lungul timpului. Familia trăia confortabil, însă nu era bogată, principala sursă de venit fiind fermele.
Antonmaria di Noldo Gherardini, tatăl Lisei, a pierdut două soții, Lisa di Giovanni Filippo de Carducci, cu care s-a căsătorit în 1465 și, Caterina Rucellai, cu care s-a căsătorit în 1473. Amândouă au murit în timpul unei nașteri. Mama Lisei, Lucrezia del Caccia, fiica Perrei Spinelli, a fost cea de-a treia soție a lui Francesco, cu care s-a căsătorit în 1476. Gherardini conducea șase ferme, care produceau făină, vin și ulei de măsline și, unde se creșteau animale.
Lisa s-a născut în Florența pe data de 15 iunie 1479 pe strada Via Maggio, deși mulți ani s-a crezut că ea s-a născut la Villa Bignamaggio, una dintre proprietățile rurale ale familiei, aflată în afara orașului Greve. A fost botezată cu numele Lisa, după una dintre soțiile bunicului patern. Ea era cea mai mare dintre cei șapte copii ai familiei, trei surori, dintre care una pe nume Ginerva și, trei frați, Giovangualberto, Francesco și Noldo.
Familia sa a trăit în Florența, inițial în apropierea bisericii Santa Trinita, mutându-se apoi într-un spațiu închiriat în apropierea altei biserici, Santo Spirito, posibil, datorită faptului că nu-și puteau permite reparațiile vechii lor case, când acesta a fost dezafectată. Familia Lisei s-a mutat într-un loc cunoscut astăzi ca Via de Pepi, iar apoi în apropierea bisericii Santa Croce, unde au trăit lângă Ser Piero da Vinci, tatăl lui Leonardo. Ei dețineau de asemenea și o mică casă la țară, în satul Poggio, la aproximativ 32 km sud de oraș. Noldo, tatăl lui Gherardini, și bunicul Lisei, a lăsat drept moștenire a fermă din Chianti unui spital din comună, Santa Maria Nuova. Mai târziu, Gherardini reușise să obțină o altă fermă de la spital, plătind rentă, putând astfel să supravegheze plantațiile de grâu, familia de asemenea petrecându-și verile acolo, la o casă numită Ca' di Pesa.

## Viața târzie și mariajul
Lisa s-a căsătorit pe data de 5 martie 1495, la vârsta de 15 ani, ca a doua sa soție a unui comerciant de mătase și textile, Francesco di Bartolomeo di Zanobi del Giocondo. Zestrea Lisei consta din ferma San Silvestro din apropierea casei de la țară a familiei și, 170 de florini, o dovadă a faptului că familia Lisei nu era foarte înstărită la acel moment și, că ea și soțul său se iubeau. Proprietatea se afla între Castellina și San Donato, din Poggio, în apropierea a două ferme ce mai târziu aveau să fie în proprietatea lui Michelangelo. Nefăcând parte din clasa săracă, însă nici din clasa de elită a Florenței, cuplul a trăit o viață caracteristică clasei de mijloc a societății. Mariajul Lisei este posibil să îi fi crescut statutul său social, din moment ce există se poate ca familia sa să fi fost mai săracă decât cea a soțului ei. Pe de altă parte, Francesco de asemenea ar fi putut beneficia din punct de vedere social, de pe urma mariajului, din moment ce Gherardini este un „nume cu vechime“. Cuplul a trăit într-o locuință comună împreună cu alte familii, până la 5 martie 1503, când Francesco a cumpărat o casă lângă vechea locuință a familiei sale din Via della Stufa. Se crede că Leonardo a început lucrul la portretul Lisei în același an.

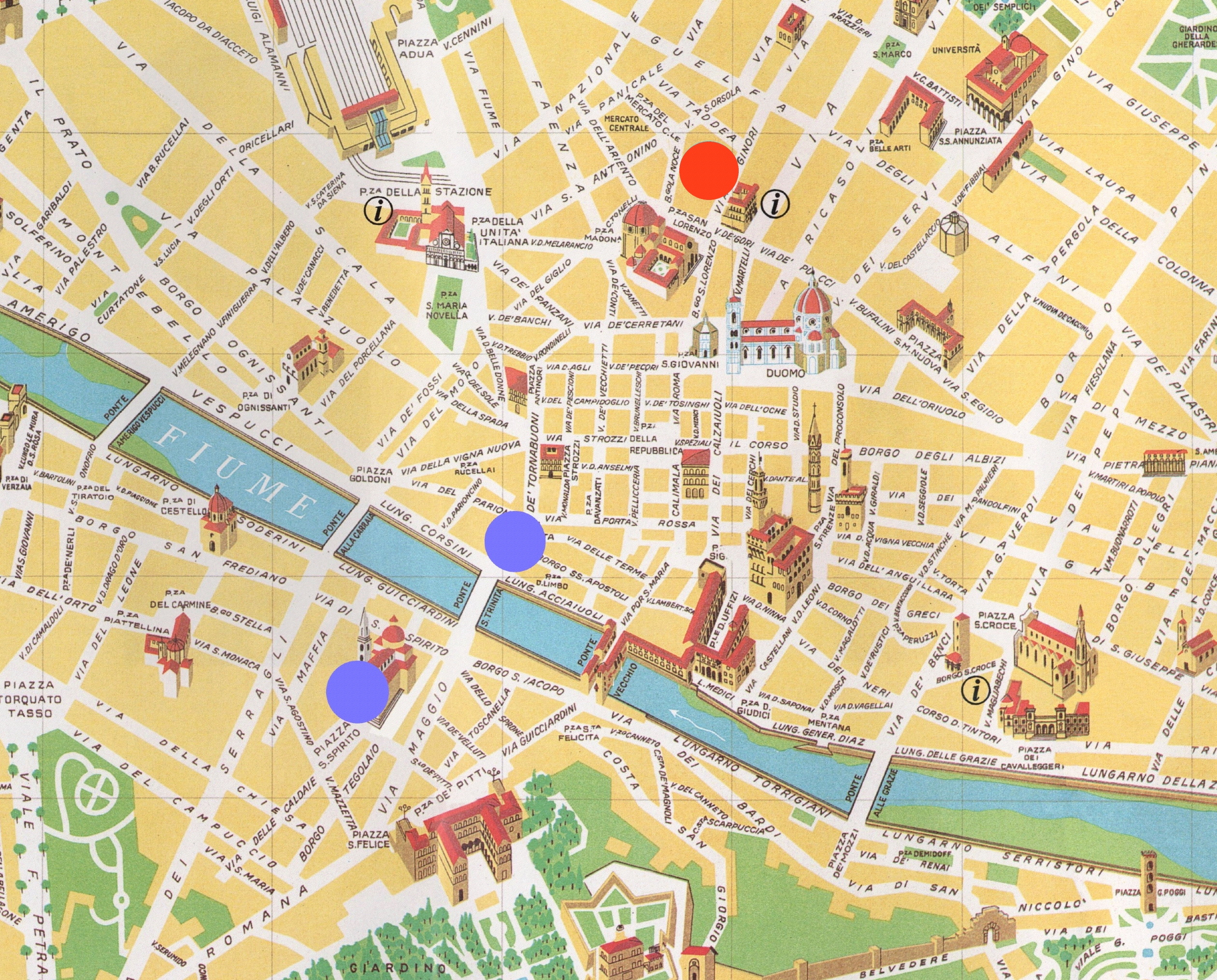
Centrul Florenței. Francesco și Lisa au trăit pe strada Via della Stufa (roșu), la aproximativ 1 km nord de râul Arno. Părinții Lisei au trăit mai aproape de râu, mai întâi în partea de nord, și apoi cea de sud (mov).

Lisa și Francesco au avut cinci copii: Piero, Camilla, Andrea, Giocondo și Marietta, dintre care patru între 1496 și 1507. Lisa a fost de asemenea și mama vitregă a lui Bartolomeo, fiul lui Francesco și a primei sale soții, Camilla di Mariotto Rucellai, care avea în jur de un an când mama sa naturală a decedat. Caterina di Mariotto Rucellai, mama vitregă a Lisei, și prima soție a lui Francisco erau surori, membri ai proeminentei familii Rucellai.
Camilla și Marietta au devenit călugărițe. Camilla a luat numele de Sora (italiană Suor) Beatrice și s-a alăturat mănăstirii San Domenico di Cafaggio, unde i-a fost încredințată datoria de a avea grijă de sora Antonmariei, Suor Albiera, și de asemenea de surorile Lisei, Suor Camilla (despre care se știa că fusese însoțită, în mod scandalos, de patru bărbați, în interiorul mănăstirii) și Suor Alessandra. Beatrice a murit la vârsta de 18 ani, fiind înmormântată la biserica Santa Maria Nouvella. Se știe de asemenea că Lisa a intervenit pe lângă Sant'Orsola, o mănăstire de prestigiu din Florența, unde a reușit să o înscrie pe Marietta în anul 1512. Marietta a primit numele de Suor Ludovica, și a devenit un membru respectat al mănăstirii.
Mai târziu, Franceso a devenit un oficial al orașului Florența. A fost ales de Dodici Buonominu (guvernul Florenței medievale și renascentiste) în 1499 și de Signoria în 1512, unde a devenit un Priori (membru al Dodici Buonominu) în 1524. Este posibil să fi avut legături cu familia Medici, datorită diferitelor interese politice și financiare. În 1512, când guvernul din Florența se temea de întoarcerea familiei Medici din exil, Francesco a fost închis, fiind eliberat mai târziu, în septembrie, la întoarcerea familiei Medici.
Unele surse susțin faptul că Francesco a murit datorită ciumei în anul 1538. Lisa s-a îmbolnăvit și a fost luată de către fiica sa, Ludovica, la mănăstirea Sant'Orsola, pentru a fi îngrijită, unde a murit patru ani mai târziu la vârsta de 63 de ani. Alte surse susțin că Francesco reușise să împlinească 80 de ani. Astfel, el ar fi murit în 1539, iar Lisa ar fi trăit cel puțin până în 1551, murind la vârsta de 71 sau 72 de ani.
În iunie 1537, în testamentul său, Francesco a înapoiat zestrea Lisei, garderoba, bijuteriile, și a încercat să-i asigure viitorul. Lăsând-o pe Lisa în grija fiicei lor Ludovica, iar în cazul incapacității acesteia, în grija fiului său Bartolomeo, Francesco a scris:
„Datorită afecțiunii și dragostei defunctului asupra Mona Lisei, iubita sa soție; luând în considerare faptul că Lisa a avut întotdeauna un suflet nobil și a fost o soție loială; urându-i să nu ducă lipsă de nimic...”—Francesco del Giocondo în testamentul său, iunie 1537

## Mona Lisa
Ca și alte familii din Florența din aceeași clasă socială, cei din familia lui Francesco erau iubitori de artă. Fiul său Bartolomeo i-a cerut lui Antonio di Donnino Mazzoeri să picteze o frescă la mormântul familiei din biserica Santissima Annunziata din Florența. Pictorul Andrea del Sarto de asemenea a pictat o madonă pentru un alt membru al familiei. Concomitent cu comanda lui Francesco pentru Leonardo da Vinci, acesta a cerut de asemenea și pictorului Domenico Puligo, să realizeze o icoană a Sfântului Francisc de Assisi. Se crede că Francesco a comandat aceste tablouri pentru a celebra atât nașterea fiicei lor, Andrea, cât și achiziționarea noii case.
Femeia reprezentată în Mona Lisa era viziunea din sec. XV și XVI a femeii virtuoase. Lisa este portretizată ca fiind o soție credincioasă, prin gestica sa din tablou - mâna sa dreaptă este ținută peste cea stângă. Leonardo de asemenea a prezentat-o pe Lisa ca fiind o femeie de succes, și în pas cu moda, posibil chiar să fi fost reprezentată într-o lumină mai bună decât în realitate. Veșmintele sale închise și șalul negru erau în ton cu moda vremii, influențată de către cea spaniolă; hainele nu sunt un simbol al doliului Lisei pentru prima sa fiică, așa cum s-a susținut inițial. Având în vedere faptul că este un portret, tabloul este de dimensiuni foarte mari, mărimea sa fiind comparabilă cu cea a portretelor comandate de alte familii înstărite ale vremii. Această extravaganță s-a explicat ca fiind datorată aspirațiilor sociale ale Lisei și ale lui Francesco.

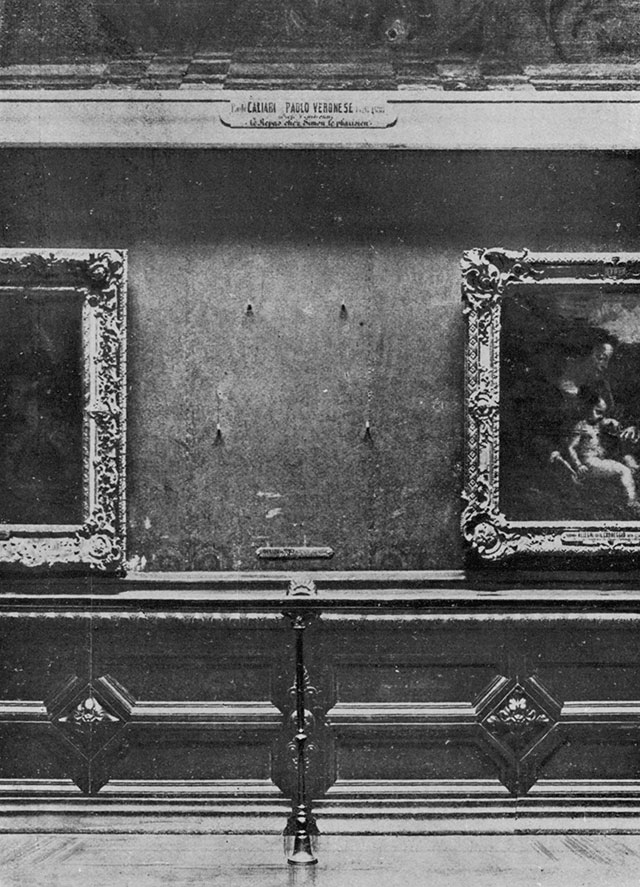
Furtul Mona Lisei din muzeul Luvru (1911) și călătoriile sale prin Asia și America de Nord au contribuit la acumularea faimei tabloului.

Faptul că Leonardo nu avea niciun venit în primăvara anului 1503 ar putea să explice interesul său asupra unui portret privat. Dar, mai târziu în același an, cel mai probabil a trebuit să amâne lucrul la Mona Lisa, când acestuia i-a fost dată comanda să picteze Bătălia de la Anghiari, acesta comandă fiind de o mai mare valoare, având de asemenea și obligația să o termine până în februarie 1505. În 1506 Leonardo încă considera portretul ca fiind neterminat. Nefiind plătit pentru munca sa, Leonardo nu a trimis tabloul clientului său. În timpul vieții sale, artistul a călătorit împreună cu tablourile sale, și este posibil ca Mona Lisa să fi fost terminat după mulți ani, în Franța, în jurul anului 1516.

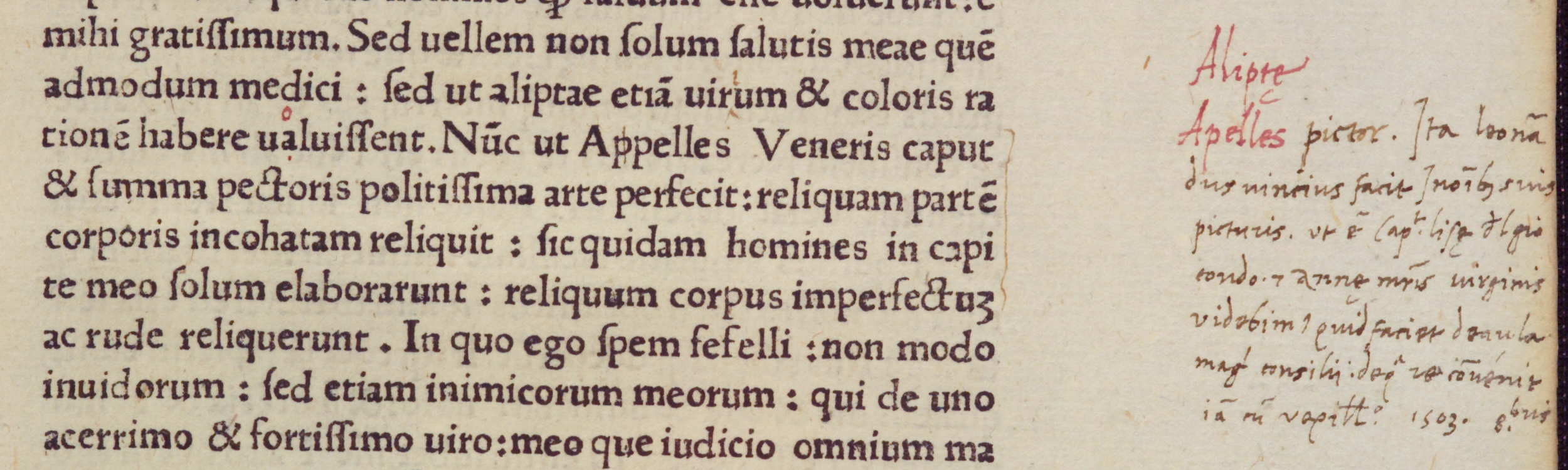
Notiţa lui Agostino Vespucci găsită în Universitatea din Heidelberg.

Titlul picturii datează din 1550. O cunoștință a familiei lui Francesco, Giorgio Vasari, a scris:
„Leonardo și-a asumat responsabilitatea, în fața lui Francesco del Gioconda, de a picta portretul Mona Lisei, soția sa.“
(italiană Prese Lionardo a fare per Francesco del Giocondo il ritratto di mona Lisa sua moglie.). Titlurile din italiană (La Gioconda) și franceză (La Joconde) ale tabloului sunt atât numele de familie al Lisei, primit după căsătorie, cât și o poreclă, în română „jovială“, sau „cea fericită“.
Au existat multe speculații ce asociau numele Lisei cu cel puțin patru alte tablouri, iar identitatea acesteia a fost confundată cu cea a cel puțin zece persoane. Până la sfârșitul secolului al XX-lea, tabloul devenise un simbol internațional, ce fusese folosit deja în peste 300 de alte picturi, cât și în peste 2.000 de reclame, în medie apărând într-o nouă reclamă în fiecare săptămână. În 2005, un expert de la biblioteca universității din Heidelberg a descoperit o notiță aflată pe marginea unei pagini, în bibliotecă, ce stabilea cu certitudine faptul că tabloul era un portret al Lisei. Franța a deținut tabloul încă din timpul Revoluției franceze. În ziua de azi, aproximativ 6 milioane de persoane vin în fiecare an la muzeul Luvru pentru a vedea tabloul, ce face parte din patrimoniul național.